# Pływanie na Letnich Igrzyskach Olimpijskich 2020 – 200 m stylem klasycznym mężczyzn
200 m stylem klasycznym mężczyzn – jedna z konkurencji pływackich, które odbyły się podczas XXXII Igrzysk Olimpijskich w Tokio. Eliminacje miały miejsce 27 lipca, półfinały 28 lipca, a finał konkurencji 29 lipca 2021 roku.

## Terminarz
Wszystkie godziny podane są w czasie japońskim (UTC+09:00) oraz polskim (CEST).
| Data          | Godzina rozpoczęcia | Godzina rozpoczęcia |            |
| Data          | UTC+09:00           | CEST                |            |
| ------------- | ------------------- | ------------------- | ---------- |
| 27 lipca 2021 | 19:50               | 12:50               | Eliminacje |
| 28 lipca 2021 | 11:21               | 4:21                | Półfinały  |
| 29 lipca 2021 | 10:44               | 3:44                | Finał      |

## Rekordy
Przed zawodami rekord świata i rekord olimpijski wyglądały następująco:
| Rekord            | Zawodnik       | Czas    | Miejsce        | Data            |       |
| ----------------- | -------------- | ------- | -------------- | --------------- | ----- |
| Rekord świata     | Anton Czupkow  | 2:06,12 | Gwangju        | 26 lipca 2019   | [ 2 ] |
| Rekord olimpijski | Ippei Watanabe | 2:07,22 | Rio de Janeiro | 9 sierpnia 2016 | [ 3 ] |

W trakcie zawodów ustanowiono następujące rekordy:
| Data     | Etap konkurencji | Zawodnik           | Czas    | Rekord |
| -------- | ---------------- | ------------------ | ------- | ------ |
| 29 lipca | finał            | Zac Stubblety-Cook | 2:06,38 | OR     |

## Wyniki

### Eliminacje
| Miejsce | Wyścig | Tor | Zawodnik              | Państwo                              | Czas      | Uwagi |
| ------- | ------ | --- | --------------------- | ------------------------------------ | --------- | ----- |
| 1.      | 4      | 4   | Zac Stubblety-Cook    | Australia                            | 2:07,37   | Q     |
| 1.      | 4      | 5   | Arno Kamminga         | Holandia                             | 2:07,37   | Q     |
| 3.      | 3      | 2   | Matti Mattsson        | Finlandia                            | 2:08,44   | Q     |
| 4.      | 5      | 3   | Nic Fink              | Stany Zjednoczone                    | 2:08,48   | Q     |
| 5.      | 5      | 4   | Anton Czupkow         | ROC                                  | 2:08,54   | Q     |
| 6.      | 5      | 6   | Erik Persson          | Szwecja                              | 2:08,76   | Q     |
| 7.      | 5      | 2   | Dmitrij Bałandin      | Kazachstan                           | 2:08,99   | Q     |
| 8.      | 4      | 3   | Ryuya Mura            | Japonia                              | 2:09,00   | Q     |
| 9.      | 4      | 2   | Kiriłł Prigoda        | ROC                                  | 2:09,21   | Q     |
| 10.     | 5      | 5   | Matthew Wilson        | Australia                            | 2:09,29   | Q     |
| 11.     | 3      | 4   | Shoma Sato            | Japonia                              | 2:09,43   | Q     |
| 12.     | 3      | 8   | Antoine Viquerat      | Francja                              | 2:09,54   | Q     |
| 13.     | 5      | 1   | Andrius Šidlauskas    | Litwa                                | 2:09,56   | Q     |
| 14.     | 4      | 8   | Lyubomir Epitropov    | Bułgaria                             | 2:09,68   | Q,    |
| 15.     | 3      | 5   | James Wilby           | Wielka Brytania                      | 2:09,70   | Q     |
| 16.     | 3      | 6   | Ross Murdoch          | Wielka Brytania                      | 2:09,95   | Q     |
| 17.     | 4      | 6   | Andrew Wilson         | Stany Zjednoczone                    | 2:09,97   |       |
| 18.     | 2      | 3   | Dienis Pietraszow     | Kirgistan                            | 2:10,07   | NR    |
| 19.     | 3      | 7   | Cho Sung-jae          | Korea Południowa                     | 2:10,17   |       |
| 20.     | 3      | 3   | Marco Koch            | Niemcy                               | 2:10,18   |       |
| 21.     | 4      | 7   | Caspar Corbeau        | Holandia                             | 2:10,21   |       |
| 22.     | 4      | 1   | Berkay Öğretir        | Turcja                               | 2:10,73   |       |
| 23.     | 5      | 8   | Darragh Greene        | Irlandia                             | 2:11,09   |       |
| 24.     | 2      | 4   | Anton McKee           | Islandia                             | 2:11,64   |       |
| 25.     | 2      | 5   | Martin Allikvee       | Estonia                              | 2:12,60   |       |
| 26.     | 2      | 2   | Amro Al-Wir           | Jordania                             | 2:12,61   |       |
| 27.     | 2      | 7   | Ron Polonsky          | Izrael                               | 2:12,71   |       |
| 28.     | 3      | 1   | Christopher Rothbauer | Austria                              | 2:13,19   |       |
| 29.     | 1      | 2   | Tyler Christianson    | Panama                               | 2:13,41   | NR    |
| 30.     | 2      | 6   | Jorge Murillo         | Kolumbia                             | 2:13,46   |       |
| 31.     | 2      | 8   | Daniils Bobrovs       | Łotwa                                | 2:14,25   |       |
| 32.     | 1      | 6   | Ryan Maskelyne        | Papua-Nowa Gwinea                    | 2:15,33   |       |
| 33.     | 2      | 1   | Adriel Sanes          | Wyspy Dziewicze Stanów Zjednoczonych | 2:16,87   |       |
| 34.     | 1      | 3   | Josué Domínguez       | Dominikana                           | 2:17,34   |       |
| 35.     | 1      | 4   | Taichi Vakasama       | Fidżi                                | 2:17,35   |       |
| 36.     | 1      | 5   | Izaak Bastian         | Bahamy                               | 2:17,40   |       |
| 37.     | 1      | 7   | Julio Horrego         | Honduras                             | 2:17,51   |       |
| 38.     | 1      | 1   | Arnoldo Herrera       | Kostaryka                            | 2:20,09   |       |
| 39.     | 1      | 8   | Abdulaziz Al-Obaidly  | Katar                                | 2:23,22   |       |
| 40. !   | 5      | 7   | Qin Haiyang           | Chiny                                | 9:99,99 ! | DSQ   |

### Półfinały

#### Półfinał 1
| Miejsce | Tor | Zawodnik           | Państwo           | Czas    | Uwagi |
| ------- | --- | ------------------ | ----------------- | ------- | ----- |
| 1.      | 4   | Arno Kamminga      | Holandia          | 2:07,99 | Q     |
| 2.      | 5   | Nic Fink           | Stany Zjednoczone | 2:08,00 | Q     |
| 3.      | 6   | Ryuya Mura         | Japonia           | 2:08,27 | Q     |
| 4.      | 3   | Erik Persson       | Szwecja           | 2:08,76 | Q     |
| 5.      | 7   | Antoine Viquerat   | Francja           | 2:09,97 |       |
| 5.      | 8   | Ross Murdoch       | Wielka Brytania   | 2:09,97 |       |
| 7.      | 2   | Matthew Wilson     | Australia         | 2:10,10 |       |
| 8.      | 1   | Lyubomir Epitropov | Bułgaria          | 2:10,33 |       |

#### Półfinał 2
| Miejsce | Tor | Zawodnik           | Państwo         | Czas    | Uwagi |
| ------- | --- | ------------------ | --------------- | ------- | ----- |
| 1.      | 4   | Zac Stubblety-Cook | Australia       | 2:07,35 | Q     |
| 2.      | 8   | James Wilby        | Wielka Brytania | 2:07,91 | Q     |
| 3.      | 5   | Matti Mattsson     | Finlandia       | 2:08,22 | Q,    |
| 4.      | 3   | Anton Czupkow      | ROC             | 2:08,54 | Q     |
| 5.      | 2   | Kiriłł Prigoda     | ROC             | 2:08,88 |       |
| 6.      | 7   | Shoma Sato         | Japonia         | 2:09,04 |       |
| 7.      | 6   | Dmitrij Bałandin   | Kazachstan      | 2:09,22 |       |
| 8.      | 1   | Andrius Šidlauskas | Litwa           | 2:10,69 |       |

### Finał
| Miejsce | Tor | Zawodnik           | Państwo           | Czas    | Uwagi |
| ------- | --- | ------------------ | ----------------- | ------- | ----- |
| 1. !    | 4   | Zac Stubblety-Cook | Australia         | 2:06,38 | OR    |
| 2, !    | 3   | Arno Kamminga      | Holandia          | 2:07,01 |       |
| 3. !    | 2   | Matti Mattsson     | Finlandia         | 2:07,13 | NR    |
| 4.      | 1   | Anton Czupkow      | ROC               | 2:07,24 |       |
| 5.      | 6   | Nic Fink           | Stany Zjednoczone | 2:07,93 |       |
| 6.      | 5   | James Wilby        | Wielka Brytania   | 2:08,19 |       |
| 7.      | 7   | Ryuya Mura         | Japonia           | 2:08,42 |       |
| 8.      | 8   | Erik Persson       | Szwecja           | 2:08,88 |       |